# Peltigera kristinssonii
Peltigera kristinssonii är en lavart som beskrevs av Vitik. Peltigera kristinssonii ingår i släktet Peltigera och familjen Peltigeraceae.  Arten är reproducerande i Sverige. Inga underarter finns listade i Catalogue of Life.